# Испанская котловина
Испа́нская котлови́на — подводная котловина в Атлантическом океане, ограниченная на западе Северо-Атлантическим хребтом, на севере — шельфом Британских островов, на востоке — западным побережьем Пиренейского полуострова и на юге — подъёмом морского дна между Азорскими островами и островами Мадейра.
Испанская котловина представляет собой сравнительно небольшую котловину с глубинами, которые лишь в некоторых местах превышают 5500 м.